# Richard LaGravenese
Richard LaGravenese (Brooklyn, Nueva York, 30 de octubre de 1959) es un guionista estadounidense y, ocasionalmente, director de cine. Es conocido por haber escrito el guion de El rey pescador, por el que fue nominado a un Óscar de la Academia

## Filmografía selecta
Toda las referencias están hechas como guionista, salvo que se indique lo contrario:
- El rey pescador (1991)
- The Ref (1994)
- A Little Princess (1995)
- Los puentes de Madison (1995)
- Unstrung Heroes (1995)
- The Mirror Has Two Faces (1996)
- El hombre que susurraba a los caballos (1998)
- El Beso (1998) (de la que fue también director)
- Beloved (1998)
- The Secret Life of Walter Mitty (2006)
- Freedom Writers/Escritores de la libertad (2007) (de la que fue también director)
- P.S. I Love You (2008) (de la que fue también director)
- Hermosas Criaturas (2013) (de la que fue también director)

## Premios y reconocimientos
Premios Óscar
| Año  | Categoría            | Trabajo nominado | Resultado |
| ---- | -------------------- | ---------------- | --------- |
| 1992 | Mejor guion original | El rey pescador  | Nominado  |